# Arcidiocesi di Viminacio
L'arcidiocesi di Viminacio (in latino Archidioecesis Viminaciensis) è una sede soppressa e sede titolare della Chiesa cattolica.

## Storia
Viminacio, localizzata vicino alla moderna città di Kostolac nell'odierna Serbia, è l'antica capitale e sede metropolitana della provincia romana della Mesia Prima (o Superiore) nella diocesi civile di Dacia.
Sono solo due i vescovi documentati di Viminacio. Al concilio di Sardica, celebratosi tra il 344 ed il 347, prese parte il vescovo Amanzio. Immediatamente prima o dopo Amanzio si può collocare il vescovo Ciriaco che sant'Atanasio, nella sua Epistola contra Arianos scritta verso il 356, presenta come uno dei campioni dell'ortodossia. Una lettera di papa Celestino I, indirizzata nel 424 ai metropoliti dell'Illirico, contiene diversi nomi, ma senza indicazione della sede di appartenenza; fra questi, secondo Zeiller, c'è anche l'arcivescovo di Viminacio, che potrebbe essere uno fra Paolo, Eternale e Sabazio.
Alla provincia ecclesiastica di Viminacio appartenevano, come suffraganee, le diocesi di Singidunum, Orreomargo e Margo.
Dal 1925 Viminacio è annoverata tra le sedi arcivescovili titolari della Chiesa cattolica; dal 6 gennaio 2007 l'arcivescovo titolare è Stanisław Wojciech Wielgus.

## Cronotassi degli arcivescovi
- Amanzio † (presente nel concilio di Sardica)
- Ciriaco † (menzionato nel IV secolo)

## Cronotassi degli arcivescovi titolari
- Alfred-Jules Mélisson † (11 luglio 1925 - 6 giugno 1927 deceduto)
- Thomas Francis Hickey † (30 ottobre 1928 - 10 dicembre 1940 deceduto)
- Manoel da Silva Gomes † (24 maggio 1941 - 14 marzo 1950 deceduto)
- Settimio Peroni † (1º febbraio 1951 - 12 ottobre 1958 deceduto)
- Jean-Baptiste Boivin, S.M.A. † (10 giugno 1959 - 24 aprile 1970 deceduto)
- Franco Brambilla † (24 dicembre 1970 - 28 luglio 2003 deceduto)
- Stanisław Wojciech Wielgus, dal 6 gennaio 2007